# Abdoulaye Soma
Abdoulaye Soma, né le 6 mai 1979 à Banfora au Burkina Faso, est un juriste et homme politique burkinabè.

## Formation
Abdoulaye Soma entre en 2000 à l'Université de Ouagadougou. Il est titulaire d'une maîtrise en droit public délivrée en 2004.
En 2006, il obtient un DEA en droit de l'Université de Genève,.
En 2009, il soutient une thèse intitulée « Droit de l’homme à l’alimentation et sécurité alimentaire en Afrique ».

## Parcours professionnel
En 2011, il est reçu au concours d'agrégation organisé par le CAMES[Quoi ?],. Il est actuellement Professeur de droit public à l'Université Ouaga II et y enseigne notamment le droit constitutionnel, le droit international public et les droits de l'homme.
Il prête serment en août 2016 devant la Cour d'appel de Ouagadougou. En juillet 2017, il est omis du tableau de l'Ordre des avocats en raison d'une incompatibilité avec son statut de fonctionnaire.
En 2017, il fonde un cabinet de consultance destiné aux gouvernements et organisations internationales.[réf. nécessaire]
En 2014 et 2018, il crée deux structures dans le domaine de l'enseignement supérieur en droit.[réf. nécessaire]

## Parcours politique
Entre décembre 2014 et janvier 2016, il occupe les fonctions de Conseiller spécial du Premier ministre du gouvernement de transition burkinabé,.
De  2017 à 2018, il occupe les fonctions de Directeur de cabinet du Médiateur du Faso[Quoi ?].
En mai 2019, il est investi par le mouvement politique qu'il a fondé (Soleil d'avenir) comme candidat à l'élection présidentielle de 2020,,.
En Avril 2022, il devient le 4ème vice-président de l'Assemblée législative de la transition (ALT), qui constitue l'assemblée nationale sous la Transition Burkinabè à la suite du coup d'État de Paul Henri Sandaogo DAMIBA le 24 janvier 2022.

## Publications
Droit de l’homme à l’alimentation et sécurité alimentaire en Afrique, Genève/Bâle/Bruxelles, Schulthess/Bruylant, 2010, 561 p.  (ISBN 978-3-7255-6002-8)